# 성혜림
성혜림(成蕙琳, 1937년 1월 24일~2002년 5월 18일)은 조선로동당 총비서 김정일의 동거녀이자 두 번째 아내이다. 세간에 첫 번째 아내로 알려져 있으나 홍일천이 있기 때문에 이는 잘못이다. 김정일과 만나기 전에는 영화배우로 활약했다. 1955년에 평양연극영화대학에 입학했다. 2002년 5월에 러시아 모스크바에서 사망했다. 북한은 성혜림의 장례식에 아무도 보내지 않았다. 성혜림은 러시아로 망명해 모스크바에 머물고 있다는 얘기가 나오기도 했다.
성혜림은 1937년 일제강점기 조선 경상남도 창녕군에서 대대로 갑부였던 성유경(成有慶)과 김원주의 1남 3녀 중 둘째 딸로 태어났다. 서울에서 서울사대 부속초등학교를 졸업하고 풍문여중으로 진학했다. 아버지 성유경은 1948년 혹은 한국 전쟁 무렵에 가족을 이끌고 조선민주주의인민공화국으로 갔으나 대한민국에는 그의 5촌 당숙 등 일가족이 경상남도 창녕군 등지에 거주하고 있다. 오빠 성일기는 뒤에 성인이 된 뒤 조선민주주의인민공화국을 탈출했다. 1951년 평양 제3여자중학교를 졸업한 뒤 평양예술학교를 졸업했다.
1960년에 만들어진 온정령, 백일홍에 등장하기도 했다. 소설 <땅>으로 알려진 월북작가 리기영(李箕永, 전 문예총위원장)의 첫째 아들인 전 김일성종합대학 연구사 리평(李平)과 결혼하였다. 리평과의 사이에서는 딸이 1명(리옥돌) 있다. 그러나 5세 연하인 조선로동당 간부이자 김일성의 장남 김정일의 눈에 들게 되어 리평과 이혼하게 되었다.
그러나 성혜림은 김일성에게 공식적으로 인정받지 못하였고, 김정일은 김일성이 내정한 조선로동당 간부의 딸 김영숙과 결혼했다. 김정일의 관심에서 멀어진 성혜림은 심한 우울증에 빠져 1974년 이후 소련 모스크바에서 요양하며 외롭게 살았다고 한다.
성혜림은 1996년 2월 언니 성혜랑과 성혜랑씨의 딸 리남옥 등과 함께 신병 치료차 머물렀던 모스크바를 떠나 스위스로 나온 후 잠적했다가 다시 모스크바로 되돌아갔다. 성혜랑은 1996년 미국으로 망명해 살고 있다. 성혜랑의 아들 리일남은 대한민국에 망명해서 결혼해 거주하다가 암살되었다. 성혜랑이 1996년 서방으로 망명하면서 김정남의 위상은 위협받기 시작했다. 성혜림은 2002년 5월 나이 66세로 러시아 모스크바에서 사망했다.
셋째 부인 고용희의 동생 고영숙도 2001년 10월 스위스를 통해 미국으로 망명해 살고 있다.

## 가족 관계
- 시아버지 : 리기영
  - 6남편 : 리평(李平)
    - 딸 : 이옥돌
    - 사위 : 왕송림
- 시아버지 : 김일성
- 시어머니 : 김정숙
  - 남편 : 김정일
    - 아들 : 김정남
    - 며느리 : 신정희 - 현재는  마카오에 거주중
      - 손자: 김한솔[6](1995년 6월 16일 ~ ) - 현재는  마카오에 거주중
      - 손녀 : 김솔희 - 현재는  마카오에 거주중
      - 손자 : 김이순
      - 손녀 : 김금솔
- 친정아버지 : 성유경 (成有慶, 1905년 ~ 1982년 4월 13일)
- 친정어머니 : 김원주 (1908년 음력 12월 20일 ~ 1994년 11월 3일)
  - 오빠 : 성일기(1933년 ~ 2021년)
  - 언니 : 성혜랑(1935년 음력 12월 20일 ~ ) - 리일남의 엄마
    - 조카 : 리일남, 대한민국으로 귀순했으나, 피살당함 (1960년 4월 2일 ~ 1997년 2월 25일) ) - 언니인 성혜랑의 아들
    - 조카 : 리남옥 (1966년 1월 17일 ~ ) - 국적= 조선민주주의인민공화국(태어난곳),  유럽(망명지)

- 딸과 사위의 출처는 이한영의 《대동강 로열 패밀리 서울 잠행 14년》을 근거로 합니다.

|                     |                     |                     |                     |                     |                     |                     |                     |                         |                         |                         |                         |                         |                         |                         |                         | 김일성 金日成 1912~1994 | 김일성 金日成 1912~1994 | 김일성 金日成 1912~1994 | 김일성 金日成 1912~1994 | 김일성 金日成 1912~1994 | 김일성 金日成 1912~1994 |                     |                     |                     |                     |  |  |                         |                         |                         |                         |                         |                         |  |  |                     |                     |                     |                     | 김정숙 金正淑 1917~1949 | 김정숙 金正淑 1917~1949 | 김정숙 金正淑 1917~1949 | 김정숙 金正淑 1917~1949 | 김정숙 金正淑 1917~1949 | 김정숙 金正淑 1917~1949 |                     |                     |                     |                     |                 |                 |                     |                     |                     |                     |                     |                     |
|                     |                     |                     |                     |                     |                     |                     |                     |                         |                         |                         |                         |                         |                         |                         |                         | 김일성 金日成 1912~1994 | 김일성 金日成 1912~1994 | 김일성 金日成 1912~1994 | 김일성 金日成 1912~1994 | 김일성 金日成 1912~1994 | 김일성 金日成 1912~1994 |                     |                     |                     |                     |  |  |                         |                         |                         |                         |                         |                         |  |  |                     |                     |                     |                     | 김정숙 金正淑 1917~1949 | 김정숙 金正淑 1917~1949 | 김정숙 金正淑 1917~1949 | 김정숙 金正淑 1917~1949 | 김정숙 金正淑 1917~1949 | 김정숙 金正淑 1917~1949 |                     |                     |                     |                     |                 |                 |                     |                     |                     |                     |                     |                     |
|                     |                     |                     |                     |                     |                     |                     |                     |                         |                         |                         |                         |                         |                         |                         |                         |                         |                         |                         |                         |                         |                         |                     |                     |                     |                     |  |  |                         |                         |                         |                         |                         |                         |  |  |                     |                     |                     |                     |                         |                         |                         |                         |                         |                         |                     |                     |                     |                     |                 |                 |                     |                     |                     |                     |                     |                     |
|                     |                     |                     |                     |                     |                     |                     |                     |                         |                         |                         |                         |                         |                         |                         |                         |                         |                         |                         |                         |                         |                         |                     |                     |                     |                     |  |  |                         |                         |                         |                         |                         |                         |  |  |                     |                     |                     |                     |                         |                         |                         |                         |                         |                         |                     |                     |                     |                     |                 |                 |                     |                     |                     |                     |                     |                     |
| 홍일천 洪一茜 1942~ | 홍일천 洪一茜 1942~ | 홍일천 洪一茜 1942~ | 홍일천 洪一茜 1942~ | 홍일천 洪一茜 1942~ | 홍일천 洪一茜 1942~ |                     |                     | 성혜림 成蕙琳 1937~2002 | 성혜림 成蕙琳 1937~2002 | 성혜림 成蕙琳 1937~2002 | 성혜림 成蕙琳 1937~2002 | 성혜림 成蕙琳 1937~2002 | 성혜림 成蕙琳 1937~2002 |                         |                         | 김영숙 金英淑 1947~     | 김영숙 金英淑 1947~     | 김영숙 金英淑 1947~     | 김영숙 金英淑 1947~     | 김영숙 金英淑 1947~     | 김영숙 金英淑 1947~     |                     |                     |                     |                     |  |  | 김정일 金正日 1941~2011 | 김정일 金正日 1941~2011 | 김정일 金正日 1941~2011 | 김정일 金正日 1941~2011 | 김정일 金正日 1941~2011 | 김정일 金正日 1941~2011 |  |  |                     |                     |                     |                     | 고용희 高容姬 1952~2004 | 고용희 高容姬 1952~2004 | 고용희 高容姬 1952~2004 | 고용희 高容姬 1952~2004 | 고용희 高容姬 1952~2004 | 고용희 高容姬 1952~2004 |                     |                     | 김옥 金玉 1964~     | 김옥 金玉 1964~     | 김옥 金玉 1964~ | 김옥 金玉 1964~ | 김옥 金玉 1964~     | 김옥 金玉 1964~     |                     |                     |                     |                     |
| 홍일천 洪一茜 1942~ | 홍일천 洪一茜 1942~ | 홍일천 洪一茜 1942~ | 홍일천 洪一茜 1942~ | 홍일천 洪一茜 1942~ | 홍일천 洪一茜 1942~ |                     |                     | 성혜림 成蕙琳 1937~2002 | 성혜림 成蕙琳 1937~2002 | 성혜림 成蕙琳 1937~2002 | 성혜림 成蕙琳 1937~2002 | 성혜림 成蕙琳 1937~2002 | 성혜림 成蕙琳 1937~2002 |                         |                         | 김영숙 金英淑 1947~     | 김영숙 金英淑 1947~     | 김영숙 金英淑 1947~     | 김영숙 金英淑 1947~     | 김영숙 金英淑 1947~     | 김영숙 金英淑 1947~     |                     |                     |                     |                     |  |  | 김정일 金正日 1941~2011 | 김정일 金正日 1941~2011 | 김정일 金正日 1941~2011 | 김정일 金正日 1941~2011 | 김정일 金正日 1941~2011 | 김정일 金正日 1941~2011 |  |  |                     |                     |                     |                     | 고용희 高容姬 1952~2004 | 고용희 高容姬 1952~2004 | 고용희 高容姬 1952~2004 | 고용희 高容姬 1952~2004 | 고용희 高容姬 1952~2004 | 고용희 高容姬 1952~2004 |                     |                     | 김옥 金玉 1964~     | 김옥 金玉 1964~     | 김옥 金玉 1964~ | 김옥 金玉 1964~ | 김옥 金玉 1964~     | 김옥 金玉 1964~     |                     |                     |                     |                     |
|                     |                     |                     |                     |                     |                     |                     |                     |                         |                         |                         |                         |                         |                         |                         |                         |                         |                         |                         |                         |                         |                         |                     |                     |                     |                     |  |  |                         |                         |                         |                         |                         |                         |  |  |                     |                     |                     |                     |                         |                         |                         |                         |                         |                         |                     |                     |                     |                     |                 |                 |                     |                     |                     |                     |                     |                     |
|                     |                     |                     |                     |                     |                     |                     |                     |                         |                         |                         |                         |                         |                         |                         |                         |                         |                         |                         |                         |                         |                         |                     |                     |                     |                     |  |  |                         |                         |                         |                         |                         |                         |  |  |                     |                     |                     |                     |                         |                         |                         |                         |                         |                         |                     |                     |                     |                     |                 |                 |                     |                     |                     |                     |                     |                     |
|                     |                     |                     |                     | 김혜경 金惠敬 1968~ | 김혜경 金惠敬 1968~ | 김혜경 金惠敬 1968~ | 김혜경 金惠敬 1968~ | 김혜경 金惠敬 1968~     | 김혜경 金惠敬 1968~     |                         |                         | 김정남 金正男 1971~2017 | 김정남 金正男 1971~2017 | 김정남 金正男 1971~2017 | 김정남 金正男 1971~2017 | 김정남 金正男 1971~2017 | 김정남 金正男 1971~2017 |                         |                         | 김설송 金雪松 1974~     | 김설송 金雪松 1974~     | 김설송 金雪松 1974~ | 김설송 金雪松 1974~ | 김설송 金雪松 1974~ | 김설송 金雪松 1974~ |  |  | 김춘송 金春松 1975~     | 김춘송 金春松 1975~     | 김춘송 金春松 1975~     | 김춘송 金春松 1975~     | 김춘송 金春松 1975~     | 김춘송 金春松 1975~     |  |  | 김정철 金正哲 1981~ | 김정철 金正哲 1981~ | 김정철 金正哲 1981~ | 김정철 金正哲 1981~ | 김정철 金正哲 1981~     | 김정철 金正哲 1981~     |                         |                         | 김정은 金正恩 1984~     | 김정은 金正恩 1984~     | 김정은 金正恩 1984~ | 김정은 金正恩 1984~ | 김정은 金正恩 1984~ | 김정은 金正恩 1984~ |                 |                 | 김여정 金與正 1987~ | 김여정 金與正 1987~ | 김여정 金與正 1987~ | 김여정 金與正 1987~ | 김여정 金與正 1987~ | 김여정 金與正 1987~ |

## 같이 보기
- 조선민주주의인민공화국의 역사